# Jefe (chanson)
Pour l’article homonyme, voir Jefe.
Jefe est un single du rappeur français Ninho, sorti le 3 décembre 2021 et extrait de l'album éponyme. C’est un mot qui vient de l’espagnol, il signifie « chef ».

## Contexte
Il s’agit de la deuxième piste de l’album. Elle dure deux minutes et cinquante-sept secondes. Elle sort le même jour que toutes les autres pistes de l’album, Ninho n’ayant balancé aucun extrait de son futur album auparavant. Elle est produite par Fabrice Landy et composée par Therapy.

## Paroles
Les paroles de la chanson sont écrites par Ninho lui-même. Le pont est un sample de l’interview de Charles Aznavour

«  Je n’ai jamais fait quelque chose que je ne voulais pas faire. Je n'ai pas fait un théâtre que je n'aimais pas. Je n'ai pas travaillé pour l'argent, mais j'ai aimé gagner de l'argent. La différence, elle est là, je ne vais pas travailler pour de l'argent. Mais, je ne travaillerai pas pour rien. Sauf quand c'est une œuvre de bienfaisance, bien sûr. J'apprends toujours quelque choses. Je suis toujours en train d'apprendre quelque chose. Je n'me suis jamais endormi un soir de ma vie sans apprendre quelque chose. »

## Accueil

### Accueil public
De manière générale, la chanson est bien accueillie par le grand public. Elle devient rapidement le single majeur de l’opus.

### Accueil commercial

#### Réception en France
Dès sa sortie, la chanson est couronnée de succès en France. Elle atteint la première place du top une semaine après sa sortie. Elle y demeurera pendant six semaines consécutives et trois autres semaines non-consécutives, soit neuf semaines en tête du top streaming au total. Au passage, elle décroche un single d’or une semaine après sa sortie puis un single de platine un mois plus tard. La chanson accède finalement au single de diamant pour plus de 50 millions de streams seulement deux mois après la sortie
En fin d’année, Jefe décroche la 86e du top single de l’année 2021 alors qu’il n’est disponible que depuis un mois. En mai 2022 le hit n’a toujours pas quitté le top des dix premiers titres les plus écoutés en France.

### Réception outre la France
Outre la France, la chanson se répand au-delà des frontières notamment en Belgique où elle atteint la deuxième place du top. Elle y est certifiée single d’or un peu plus de trois mois après sa sortie . Le titre n’a toujours pas quitté le top single belge vingt-six semaines après sa parution.
En Suisse, Jefe atteint la septième place au cours de sa première semaine de sortie. La chanson est également classée à la cinquième position du top international sur Spotify.

## Clip vidéo
Le clip réalisé par Nicolas Noël sort le 9 février 2022. Il met en avant Ninho au sommet d’un building. Il cumule plus de 79 millions de vues sur YouTube

## Classements

### Classement hebdomadaire
| Classements (2021)                      | Meilleure position |
| --------------------------------------- | ------------------ |
| Belgique (Wallonie Ultratop 50 Singles) | 2                  |
| France (SNEP)                           | 1                  |
| Suisse (Schweizer Hitparade)            | 7                  |

### Classement annuel
| Classement (2021) | Position |
| ----------------- | -------- |
| France (SNEP)     | 86       |

## Certification
| Pays     | Organisme | Certification | Seuil                            |
| -------- | --------- | ------------- | -------------------------------- |
| France   | SNEP      | Diamant       | 50 millions d'équivalent streams |
| Belgique | Ultratop  | Or            | 10 000 exemplaires               |